# Regina Lago García
Regina Lago García (Palència, 9 de juliol de 1898 - Cuernavaca, Mèxic, 9 de novembre de 1966) va ser una pedagoga, psicòloga i científica espanyola exiliada a Mèxic.

## Biografia
Regina Lago va estudiar Magisteri a l'Escola Normal de Palència i va ampliar estudis a l'Escola d'Estudis Superiors de Magisteri a Madrid, on va resultar primera de la seva promoció. L'any 1921 es va afiliar a la Secció de professors d'Escola Normal de la UGT. Posteriorment, va ser destinada com a professora de Física i Química a l'Escola Normal canària de La Laguna (1924) i, més endavant, com a professora de Matemàtiques a l'Escola Normal de Lugo (1927).
De 1928 a 1930 va obtenir una beca de la Junta d'Ampliació d'Estudis per traslladar-se a l'institut J. J. Rousseau de Ginebra, on va ampliar la seva formació en Psicologia Experimental i va conèixer el funcionament de les Escoles Normals suïsses. Al seu retorn a Espanya va publicar Les Repúbliques Juvenils (1931). Després de passar per les Escoles Normals de Lugo, Segòvia i Palencia, va aprovar el 1934 l'oposició per a cap de secció de materials en el Museu Pedagògic Nacional. Aquell mateix any va ingressar en l'Agrupació de Dones Antifeixistes i en el Socors Roig Internacional. Va publicar juntament amb el seu marit, Joan Comas Camps, La práctica de las pruebas mentales y de instrucción (1933).
L'any 1937 va ser nomenada responsable de règim pedagògic de la Delegació Central de Colònies i posteriorment Consellera pedagògica del Consell Nacional de la Infància Evacuada (CNIE) depenent del Ministeri d'Instrucció Pública de Jesús Hernández. Així mateix, de 1936 a 1938 Regina Lago va ser presidenta d'una comissió de la Residència de Senyoretes, en substitució de María de Maeztu. El mateix any 1938 va ser nomenada directora de l'Hospici de nenes difícils de Carabanchel, a Madrid, i Inspectora a València.
Després de la guerra civil va exiliar-se a Nova York i Mèxic, i va morir a Cuernavaca el 1966.

## Obres
- Climatología de la cuenca del Duero (1921)
- Las Repúblicas Juveniles (1931)
- La práctica de les pruebas mentales y de instrucción (1933)